# Marcoville
Marcoville, pseudonyme de Marc Coville, né en 1939 à Boulogne-Billancourt est un sculpteur français.
Il est le frère du sculpteur et céramiste Jacky Coville (né en 1936).

## Biographie
Après avoir été décorateur, Marcoville se lance dans les années 1970 dans la conception de sculptures à partir de matériaux de rebut.
Depuis les années 1980, il se consacre au verre, et en 2020 il commence à créer de grandes structures en fragments de barres de fer.
Installé dans la région parisienne, il a notamment exposé au musée national de Céramique à Sèvres en 2001, au musée de France d'Opale Sud à Berck en 2005 et au musée Ariana à Genève en 2007.
Ses œuvres, composées de fragments de verre ciselés, coloriés, empilés, sont d'inspiration très variée, depuis les danseuses de french-cancan jusqu'aux bancs de sardines en passant par les geishas, les arbres grandeur nature, les vierges à l'enfant ou les portraits.
Une exposition temporaire "Lumières Célestes" se déroule du 01/04/2023 au 01/10/2023 au musée de Fourvière, à Lyon.